# Ghita Nørby
Ghita Nørby (født 11. januar 1935 i København) er en dansk skuespiller. Hun er uddannet ved Det Kongelige Teaters elevskole i 1956 og har medvirket i adskillige teaterforestillinger ved bl.a. Det Kongelige Teater, Aveny Teatret og Det Ny Teater.
Derudover har hun medvirket i talrige danske film og tv-serier som Baronessen fra benzintanken (1960), Den korte sommer (1976), Matador (1978-1982), Dansen med Regitze (1989), Riget (1994 og 1997), Ørnen (2004-2006), Stille hjerte (2014), Nøgle hus spejl (2015) og Før frosten (2018).
For sine præstationer har hun modtaget flere Bodil- og Robert-priser, heriblandt en Æres-Bodil i 2012 og en Æres-Robert i 2013. Hun blev udnævnt til ridder af Dannebrogordenen i 1973, ridder af 1. grad i 1983 og udnævnt til kommandør i 1996.

## Opvækst
Nørby blev født den 11. januar 1935 i København som datter af operasanger Einar Nørby og pianist Guldborg Nørby. Hendes bror var Claus Nørby (1938-1999). Allerede som barn ville Nørby være skuespiller, og hun fulgte ofte med sin far til Det Kongelige Teater, når han som kammersanger skulle afholde prøver. Som ung gik Nørby på H. Adler Fællesskole og forlod Øregård Gymnasium som 17-årig uden en eksamen, hvorefter hun sneg sig til prøvefilmning på Nordisk Film. Da hendes forældre opdagede det, blev hun sendt på Askov Højskole. Hun blev i 1954 optaget på Det Kongelige Teaters elevskole.

## Karriere

### 1956-1984
Efter uddannelse på ved Det Kongelige Teaters elevskole i 1956 blev hun ansat på teatret, hvor hun var til 1960. Under sin uddannelse debuterede hun i 1955 som Johanne i J.C. Hostrups Eventyr paa Fodrejsen, og hun havde sin filmdebut i 1956 som Helle i filmen Ung leg. Rollen som den søde, smukke, men også naive unge pige fulgte Nørby de første år af karrieren, både på teatret og på film i f.eks. Styrmand Karlsen (1958), Vagabonderne på Bakkegården (1959) og Baronessen fra benzintanken (1960). På opfordring af sceneinstruktør Erling Schroeder blev Nørby i 1960 hentet til Allé Scenen, hvor hun formåede at bryde ud af sin stereotype rolle og udviklede sig til karakterskuespiller med en række fine rollefortolkninger inden for det moderne teater, først som Jo i Delaneys En duft af honning i 1960 og senere bl.a. som Sally Bowles i musicalen Cabaret i 1969. Nørby spillede i 1960'erne også med i forestillinger på andre teatre som på Det Ny Teaters Ondine i 1962 og Balkonen i 1963 og på Aalborg Teaters Tre som elsker hinanden i 1968.
Fra 1960 og det næste årti medvirkede Nørby i 37 danske spille- og tv-film, hvor de mest prominente er: Peters baby (1961), Landsbylægen (1961), Han, hun, Dirch og Dario (1962), Pigen og pressefotografen (1963), Flådens friske fyre (1965), Flagermusen (1966), Min kones ferie (1967) og Olsen-banden på spanden (1969).
I 1970 vendte Nørby tilbage til Det Kongelige Teater, hvor hun medvirkede i forestillingen Den herskende klasse. I de følgende år medvirkede hun ligeledes i forestillinger som Célimène i Ingmar Bergmans iscenesættelse af Molières Misantropen i 1973, Winnie i Becketts Glade dage i 1981, Dronning Elisabeth I i Schillers Mary Stuart i 1986, Bernarda i Garcia Lorcas Bernardas hus i 1988 og fru Alving i Ibsens Gengangere i 1999. I begyndelsen af 1970'erne var Nørby også en af hovedkræfterne i DR's TV-teater, bl.a. som Nora i Et dukkehjem fra 1973, i Leif Panduros Bertram og Lisa fra 1975 og Louises hus fra 1976.
I 1976 medvirkede Nørby i Edward Flemings drama Den korte sommer i rollen som danske kvinde Kirsten, der under Tysklands besættelse af Danmark under 2. verdenskrig forelsker sig i en tysk officer. For sin præstation, hvor hun spillede over for bl.a. Casper Bjørk, Henning Jensen og Ove Sprogøe, vandt Nørby sin første Bodil for bedste kvindelige hovedrolle.
Fra 1978 til 1982 indtog Nørby rollen som Ingeborg Skjern i tv-serien Matador af Erik Balling og Lise Nørgaard, hvor hun medvirkede i alle 24 afsnit. Serien, der skildrer livet i den fiktive provinsby Korsbæk fra 1929 til 1940'erne er en af de mest succesfulde produktioner i dansk filmhistorie, og serien er genudsendt adskillige gange på DR. I 1982 medvirkede Nørby også i filmene Den ubetænksomme elsker og Pengene eller livet samt i tv-serien Udvikling. For sin præstation som Ellen Worm i Pengene eller livet modtog Nørby sin sin anden Bodilpris for bedste kvindelige birolle. I 1984 medvirkede hun i DR's børneudsendelse, Ude på noget, hvor hun overfor Jess Ingerslev, Tom McEwan og Tommy Kenter, spillede den muntre Ruth, der sammen med sine to venner, Palle og Polle, kan rejse, hvornår de vil med hjælp fra deres kamera. Der blev produceret i alt 13 afsnit af serien.

### 1989-2013
I 1989 indtog Nørby titelrollen som Regitze i Kasper Rostrups drama Dansen med Regitze. Filmen er en filmatisering af Martha Christensens De gyldne laurbær-vindende roman af samme navn om en ægtemands tilbageblik på sit liv med sin hustru, den rapkæftede og godhjertede Regitze. Filmen modtog flotte anmeldelser og vandt prisen for bedste danske film ved Bodil- og Robert-uddelingerne, ligesom Nørby vandt endnu en Bodil-pris og modtog sin første Robert-pris, begge i kategorien bedste kvindelige hovedrolle. Filmen modtog også en Oscar-nominering for bedste udenlandske film i 1990.
I 1994 medvirkede Nørby i Lars von Triers tv-serie Riget i rollen som lægen Rigmor Mortensen, der arbejder på et tilsyneladende hjemsøgt hospital. I serien spillede Nørby over for bl.a. Ernst-Hugo Järegård, Kirsten Rolffes, Søren Pilmark og Peter Mygind. Nørby genoptog rollen i sæson to i 1997. I 1994 medvirkede hun også i julekalenderen Alletiders jul, hvor hun over for Jan Linnebjerg, Paul Hüttel, Jesper Klein og Jeanne Boel spillede den danske dronning Margrethe Sprænghest i to afsnit.
Nørby medvirkede i 1996 i den skandinavisk-tyske film Hamsun, hvor hun spillede den norske forfatter Marie Hamsun over for Max von Sydow som ægtefællen, Knut Hamsun. For deres præstationer som ægteparret, der gik fra at være folkehelte til landsforrædere, efter de støttede nazisterne under Tysklands besættelse af Norge under 2. verdenskrig, vandt både von Sydow og Nørby den svenske filmpris Guldbagge-prisen for bedste mandlige og kvindelige hovedrolle. I 2001 havde Nørby også en mindre rolle i Hella Joofs komedie En kort en lang og i Sørens Faulis komedie Grev Axel.
Fra 2002 til 2004 spillede Nørby med i DR's krimidrama-serie Rejseholdet som Bibi, mor til drabschef Ingrid Dahl. Serien, som havde bl.a. Charlotte Fich, Mads Mikkelsen, Lars Brygmann og Waage Sandø på rollelisten, blev en stor succes og modtog i 2002 en Emmy Award i kategorien bedste internationale dramaserie. I 2003, spillede Nørby med i Per Flys socialrealistiske drama Arven, som udgør anden del af Flys trilogi, der derudover består af Bænken (2000) og Drabet (2005). Filmen modtog positive anmeldelser, og for sin rolle som den dominerede mor Annelise vandt Nørby en Robert for bedste kvindelige birolle og en Zulu Award i en lignende kategori. Samme år modtog Nørby Bikubens hæderspris, Årets Reumert ved Reumert-uddelingen for at hylde hendes lange og flotte karriere som teaterskuespiller. Fra 2004 til 2006 medvirkede hun i endnu en krimidrama-serie med DR-serien Ørnen, hvor hun spillede politimester Thea Nellemann og medvirkede i 21 af 24 afsnit fordelt på tre sæsoner. Serien blev en stor succes og modtog i 2005 ligeledes en Emmy Award for bedste internationale drama-serie.
I 2009 havde Nørby en mindre rolle i den danske komedie Julefrokosten af Rasmus Heide, hvor hun spillede over for bl.a. Thomas Voss, Julie Ølgaard, Dick Kaysø, Mick Øgendahl og Anders W. Berthelsen. Filmen modtog overvejende negative anmeldelser og blev ikke en kommerciel succes. Samme år instruerede Nørby i samarbejde med Peter Flinth filmen De vilde svaner, som er en filmatisering af H.C. Andersens eventyr af samme navn. Filmen havde scenografi og kostumedesign af Dronning Margrethe 2. og Nørby medvirkede selv i filmen i rollen som Fatamorgana. I 2011 medvirkede hun i den norske dommedagskomedie Mennesker i solen.
I 2012 modtog Nørby ved Bodiluddelingen 2012 uddelingens ærespris, en Æres-Bodil, som en hyldest for hendes livslange og flotte skuespillerkarriere. Året efter modtog hun ved Robert-uddelingen 2013 også prisen Æres-Robert, som endnu en hyldest for hendes imponerende karriere.
I 2013 spillede Nørby matriarken i en familie i den norske miniserie Halvbroren i efterkrigstidens Oslo.

### 2014-nu
Nørby spillede i 2014 i Bille Augusts drama Stille hjerte den døende Esther, der, efter at have besluttet sig for at få dødshjælp af sin mand, skal sige farvel til sin familie. Filmen, som også havde Paprika Steen, Danica Curcic og Morten Grunwald på rollelisten, modtog flotte anmeldelser, og Nørby modtog en Bodil- og Robert-nominering for bedste kvindelige hovedrolle. I 2021 kom filmen i en amerikansk genindspilning, Blackbird, hvor bl.a. Susan Sarandon, Sam Neil og Kate Winslet medvirkede. I 2014 spillede Nørby og Viggo Mortensen i den internationale film, Jauja, hvor hun spillede en dansktalende kvinde, der bor i en hule i en skov. Filmen modtog positive anmeldelser.
I 2015 spillede Nørby ægtefællen Lily i Michael Noers drama Nøgle hus spejl. Lily bor sammen med sin invalide mand på et plejehjem og forelsker sig i en ny beboer og ønsker at genfinde glæden ved sit liv. For den modtog Nørby stor ros og både en Bodil- og en Robert-nominering i kategorien bedste kvindelige hovedrolle samt prisen for Best European Actor ved Festival del Cinema Europeo i 2015.
I 2018 medvirkede Nørby i Michael Noers drama Før frosten, hvor hun spillede over for Jesper Christensen, Clara Rosager og Magnus Krepper. Filmen modtog positive anmeldelser, og Nørby modtog en nominering for bedste kvindelige birolle for sin præstation som Agnes ved Robert-uddelingen i 2020. I 2019 medvirkede Nørby i den norske Netflix-serie Hjem til jul, hvor hun spillede rollen som den danske Fru Nergaard, en livsglad KOL-patient på hospitalet, hvor hovedpersonen arbejder. Samme år medvirkede hun i thrilleren Harpiks af Daniel Borgman.
I marts 2019 medvirkede hun i Radio24syvs radiointerview Hele Danmarks Ghita, hvor hun blev interviewet af journalist Iben Maria Zeuthen. I interviewet fremstår Nørby som frustreret og provokeret over Zeuthens spørgsmål og opførsel, og interviewet gik viralt og blev hørt over 500.000 gange. Interviewet delte vandene, om hvem af Nørby eller Zeuthen, der var den forurettede, og Nørby blev mistænkt for at have begyndende demens eller være alkoholiker. Nørby beklagede senere sin opførsel og afviste al mistanke om demens eller alkoholisme.
I 2022 medvirkede Nørby i den tredje og afsluttende sæson af Lars von Triers succesfulde tv-serie Riget (1994 og 1997), Riget Exodus. Sæsonen blev annonceret til at fortsætte, hvor sæson to slap og ville afrunde handlingen fra de to første sæsoner, men fortsat fungere selvstændigt. Nørby genoptog som én af de få fra de foregående sæsoner sin rolle i serien, da en stor del af castet bestod af nye skuespillere. I 2022 medvirkede Nørby også i Mehdi Avaz' romantiske drama Toscana, og i den norske Netflix-juleserie A Storm for Christmas.

## Privat
Nørby blev gift med arkitekt Mogens Garth-Grüner den 16. juni 1956 i Holmens Kirke i København. Ét år efter, i maj 1957, udviklede forholdet sig turbulent, hvor Garth-Grüner overfaldt Nørby, som flygtede til sine forældres hjem i Nyhavn. Garth-Grüner begik samme aften selvmord, og Nørby blev enke.
Under optagelserne til Han, hun, Dirch og Dario i 1962, mødtes og indledte Nørby et forhold med sanger og skuespiller Dario Campeotto. De blev gift den 19. december 1963. Parret flyttede til Italien i 1964, hvor de fik en søn, Giacomo Campeotto. Efter fem år i Italien vendte familien tilbage til Danmark, hvor parret i 1969 endte med at gå fra hinanden.
I 1970 blev Nørby gift med skuespilleren Jørgen Reenberg. De blev skilt i 1978, men holdt kontakten frem til Reenbergs død i november 2023.
Nørby dannede herefter par med skuespiller Jesper Christensen, efter de mødtes under prøverne til forestillingen Bagtalelsens skole på Det Ny Teater.
Den 15. juli 1984 blev hun gift med pianist og kapelmester Svenn Skipper. Det blev i august 2011 meddelt, at parret skulle skilles efter 27 års ægteskab,, men i 2013 udtalte Nørby, at parret havde fundet sammen igen som kærester.
Nørby fik i 1993 konstateret kræft i underlivet, og i 2010 fik hun konstateret brystkræft.

## Udvalgte teaterroller
Gennem sin karriere har Nørby medvirket i en lang række skuespil, bl.a.
- 1955: Eventyr på fodrejsen, som Johanne (Kgl. Teater)
- 1960: En duft af honning, som Jo (Allé Scenen)
- 1962: Ondine (Det Ny Teater)
- 1963: Balkonen, som ”hest” (Det Ny Teater)
- 1968: Tre som elsker hinanden, som Gilda (Ålborg Teater)
- 1969: Cabaret, som Sally Bowles (Ungdommens Teater)
- 1970: Den herskende klasse (Kgl. Teater)
- 1971: Donna Johanna, som Donna Johanna (Kgl. Teater)
- 1972: Den stundesløse, som Pernille (Kgl. Teater)
- 1973: Misantropen, som Célimène (Kgl. Teater)
- 1973: Stormer, som Ariel (Kgl. Teater)
- 1975: Det lykkelige skibbrud, som Pernille (Kgl. Teater)
- 1976: Den poetiske raptus, som madame Montaigu (Kgl. Teater)
- 1980: Til Fædra (Kgl. Teater)
- 1981: Glade dage, som Winnie (Kgl. Teater)
- 1982: Fra regnormenes liv, som Johanne Luise Heiberg, sammen med Jørgen Reenberg som H. C. Andersen
- 1983: Hvem er bange for Virginia Woolf?, som Martha (Kgl. Teater)
- 1986: Maria Stuart, som dronning Elizabeth I (Kgl. Teater)
- 1987: Tribadernes nat, som Siri von Essen, sammen med Frits Helmuth (Kgl. Teater og Privat Teatret)
- 1988: Bernardas hus, som Bernarda (Kgl. Teater)
- 1991: Dødsdansen, sammen med Frits Helmuth (Privat Teatret)
- 1991: Betty Nansen, som Betty Nansen (Betty Nansen Teatret)
- 1993: Harvey, sammen med Frits Helmuth (Privat Teatret)
- 1993: Sommer, som Gertrud
- 1995: Colombe, som madame Alexandra (Kgl. Teater)
- 1996: Tre høje kvinder
- 1996: Lang dags rejse mod nat
- 1998: Fønikerinderne
- 1999: Gengangere, som fru Alving (Kgl. Teater)
- 1999: Savannah Bay (Rialto Teatret)
- 2000: Søstrene (Betty Nansen Teatret)
- 2001: Arsenik og gamle kniplinger, som en af de gamle tanter (Kgl. Teater og Glassalen)
- 2001: Glasmenageriet, som moderen(Kgl. Teater)
- 2002: Misantropen, som Alceste (Betty Nansen Teatret)
- 2002: Celestina, som Celestina (Kgl. Teater)
- 2002: Vores sensommer, sammen med Jørgen Reenberg (Kgl. Teater)
- 2005: Indenfor murene, som fru Levin, sammen med Jørgen Reenberg (Kgl. Teater)
- 2013: Sarah, som Sarah Bernhardt (Folketeatret)

Nørby har desuden i 1990 instrueret Vi, Theo og Vincent van Gogh på Rialto Teatret og i 1992 Barselstuen på Det Danske Teater og Othello på Gladsaxe Teater, førstnævnte og sidstnævnte forestilling sammen med Vibeke Cristofoli.

## Udvalgt filmografi
- Ung leg (1956)
- Bundfald (1957)
- Skovridergården (1957)
- Det lille hotel (1958)
- Styrmand Karlsen (1958)
- Vagabonderne på Bakkegården (1958)
- Tre må man være (1959)
- Ballade på Bullerborg (1959)
- De sjove år (1959)
- Charles' tante (1959)
- Frihedens pris (1960)
- Baronessen fra benzintanken (1960)
- Sømand i knibe (1960)
- Flemming og Kvik (1960)
- Peters baby (1961)
- Min kone fra Paris(1961)
- Den grønne elevator (1961)
- Gøngehøvdingen (1961)
- Flemming på kostskole (1961)
- Landsbylægen (1961)
- Han, hun, Dirch og Dario (1962)
- Det tossede paradis (1962)
- Den kære familie (1962)
- Oskar (1962)
- Rikki og mændene (1962)
- Pigen og pressefotografen (1963)
- Dronningens vagtmester (1963)
- Hvis lille pige er du? (1963)
- Tre piger i Paris (1963)
- Sekstet (1963)
- Majorens oppasser (1964)
- Flådens friske fyre (1965)
- Sytten (1965)
- Pigen og millionæren (1965)
- Flagermusen (1966)
- Nu stiger den (1966)
- Min kones ferie (1967)
- Elsk din næste (1967)
- Far laver sovsen (1967)
- Det er så synd for farmand (1968)
- Damernes ven (1969)
- Olsen-banden på spanden (1969)
- Den røde rubin (1970)
- Amour (1970)
- Hurra for de blå husarer (1970)
- Ballade på Christianshavn (1971)
- Kun sandheden (1975)
- Den korte sommer (1976)
- Alt på et bræt (1977)
- Pas på ryggen, professor (1977)
- Hærværk (1977)
- Mig og Charly (1978)
- Rend mig i traditionerne (1979)
- Charly & Steffen (1979)
- Verden er fuld af børn (1980)
- Kvindesind (1980)
- Danmark er lukket (1980)
- Undskyld vi er her (1980)
- Ulvetid (1981)
- Pengene eller livet (1982)
- Den ubetænksomme elsker (1982)
- Oviri (1986)
- Hip Hip Hurra (1987)
- Babettes gæstebud (1987) (fortæller)
- Ved vejen (1988)
- Århus by Night (1989)
- Dansen med Regitze (1989)
- Walter og Carlo i Amerika (1989)
- Smykketyven (1990)
- Freud flytter hjemmefra (1991)
- Sofie (1992)
- Den gode vilje (1992)
- Det bli'r i familien (1993)
- Hamsun (1996)
- Sekten (1997)
- Manden som ikke ville dø (1999)
- Her i nærheden (2000)
- Grev Axel (2001)
- En kort en lang (2001)
- Kokken (2002)
- Arsenik og gamle kniplinger (2002, tv)
- Arven (2003)
- Det som ingen ved (2008)
- Julefrokosten (2009)
- De Vilde Svaner (2009)
- Stille hjerte (2014)
- Nøgle hus spejl (2015)
- Før frosten (2019)
- Mellem sten og et hårdt sted (2019)
- Toscana (2022)

### Tv-serier
| År         | Titel           | Rolle                 |
| ---------- | --------------- | --------------------- |
| 1978-1982  | Matador         | Ingeborg Skjern       |
| 1984       | Ude på noget    | Ruth                  |
| 1991       | Den gode viljan | Karin Åkerblom        |
| 1994       | Alletiders jul  | Margrethe Sprænghest  |
| 1994 -1997 | Riget           | Rigmor Mortensen      |
| 1997       | Bryggeren       | Johanne Luise Heiberg |
| 2000       | Edderkoppen     | Ella Davidsen         |
| 2000       | Fire højtider   | Kristnie Åsland       |
| 2002-2004  | Rejseholdet     | Bibi                  |
| 2004-2006  | Ørnen           | Thea Nellemann        |
| 2007       | Seks som oss    | Lise                  |
| 2013       | Halvbroren      | Den Gamle             |
| 2019       | Hjem til jul    | Fru Nergaard          |
| 2022       | Riget Exodus    | Rigmor Mortensen      |

### Tegnefilmsdub
| År   | Titel                                  | Rolle             |
| ---- | -------------------------------------- | ----------------- |
| 1955 | Lady og vagabonden                     | Lady              |
| 1995 | Pocahontas                             | Bedstemor Piletræ |
| 1995 | Babe - Den kække gris                  | Maa               |
| 1998 | Mulan                                  | Bedstemor Fa      |
| 1998 | H.C. Andersen og den skæve skygge      | Moderen           |
| 1998 | Pocahontas 2: Rejsen til England       | Bedstemor Piletræ |
| 2000 | Hjælp! Jeg er en fisk                  | Tante Anna        |
| 2001 | Lady og vagabonden 2 - Vaks på eventyr | Rosa              |
| 2001 | Magnus og myggen                       | Fortæller         |
| 2002 | Karlsson på taget                      | Frk. Bock         |
| 2004 | Mulan 2                                | Bedstemor Fa      |
| 2007 | Kiki - den lille heks                  | Gammel dame       |
| 2011 | Biler 2                                | Dronningen        |
| 2021 | Raya og den sidste drage               | Dang Hu           |

## Udvalgte priser og nomineringer
| År   | Nominerede værk         | Kategori                                        | Resultat  |
| ---- | ----------------------- | ----------------------------------------------- | --------- |
| 2016 | Nøgle hus spejl         | Bodilprisen for bedste kvindelige hovedrolle    | Nomineret |
| 2016 | Nøgle hus spejl         | Robert for årets kvindelige hovedrolle          | Nomineret |
| 2015 | Stille hjerte           | Bodilprisen for bedste kvindelige hovedrolle    | Nomineret |
| 2013 | Æres-Robert             | Æres-Robert                                     |           |
| 2012 | Æres-Bodil              | Æres-Bodil                                      |           |
| 2009 | Det som ingen ved       | Bodilprisen for bedste kvindelige birolle       | Nomineret |
| 2006 | Fyre veckor i juni      | Guldbagge-prisen for bästa kvinnliga bidroll    | Vundet    |
| 2004 | Arven                   | Robert for årets kvindelige birolle             | Vundet    |
| 2004 | Arven                   | Zulu Award for årets danske kvindelige birolle  | Vundet    |
| 2001 | Her i nærheden          | Bodilprisen for bedste kvindelige hovedrolle    | Nomineret |
| 1997 | Hamsun                  | Guldbagge-prisen for bästa kvinnliga huvudroll  | Vundet    |
| 1993 | Sofie                   | Robert for årets kvindelige birolle             | Vundet    |
| 1992 | Freud flytter hjemmefra | Bodilprisen for bedste kvindelige hovedrolle    | Vundet    |
| 1992 | Freud flytter hjemmefra | European Film Award for Best Supporting Actress | Vundet    |
| 1992 | Freud flytter hjemmefra | Guldbagge-prisen for bästa kvinnliga huvudroll  | Nomineret |
| 1992 | Freud flytter hjemmefra | Robert for årets kvindelige hovedrolle          | Vundet    |
| 1990 | Dansen med Regitze      | Bodilprisen for bedste kvindelige hovedrolle    | Vundet    |
| 1990 | Dansen med Regitze      | Robert for årets kvindelige hovedrolle          | Vundet    |
| 1982 | Pengene eller livet     | Bodilprisen for bedste kvindelige birolle       | Vundet    |
| 1976 | Den korte sommer        | Bodilprisen for bedste kvindelige hovedrolle    | Vundet    |

### Øvrige
Den 16. april 1973 blev Nørby slået til ridder af Dannebrogordenen af Dronning Margrethe 2, hvilket traditionen tro fandt sted på Dronningens fødselsdag. Ti år senere blev hun slået til ridder af 1. grad af Dannebrog, og i 1996 blev hun forfremmet til kommandør af Dannebrog. Den 16. april 2006 modtog Nørby desuden den kongelige danske fortjenstmedalje, Ingenio et arti for hendes flotte skuespillerkarriere. Medaljen blev indstiftet af den danske Kong Christian den VIII og giver regenten mulighed for efter eget skøn at hædre videnskabsmænd og kunstnere. Nørby fik den af Dronning Margrethe 2.
I 1996 blev hun foreslået af kollegaen Henning Moritzen som æreskunstner i Østermarie på Bornholm og fik opkaldt Ghita Nørby Runddel  efter sig. Hun forslog Bodil Udsen om sin efterfølger.
Den 27. april 2003 modtog Nørby Bikubens Hæderspris, "Årets Reumert" på 300.000 kr., for at hylde hendes lange og flotte karriere som teaterskuespiller. Prisen blev overrakt ved Reumert-uddelingen i Det kongelige teater.
I 2006 modtog hun Teaterflisen.
I 2018 blev Nørby hædret for sin lange og virksomme karriere ved navngivelsen af en ny billeart, Sanaungulus ghitaenoerbyae Fanti & Damgaard, 2018. Billen levede for omkring 98 millioner år siden og er uddød, men blev fundet indkapslet i burmesisk rav.

## Bøger
- Harald Engberg (1970): Den unge vredes tid - teaterkritik 1958-1968. Gads Forlag
- Ninka (1980): Nye Ninka interviews. Samlerens Forlag, ISBN 87-568-0575-6
- Ghita Nørby (1995): Omsorg. Bidrag til: Ole Werner Thomsen og Ole Knudsen (red.): At sige verden ret farvel - tanker om døden. Aschehougs Forlag, ISBN 87-11-11079-1
- Ghita Nørby (1995): Mine egne veje. Samtaler med Niels Birger Wamberg, Gyldendal, ISBN 87-02-04296-7
- Monica Ritterband (red., 1998): Flammer for frihed. Bidrag af bl.a. Ghita Nørby, Aschehoug, ISBN 87-11-15097-1
- Ghita Nørby og Torben Thim (2011): Ghitas roser - smil til dit skvalderkål. Lindhardt & Ringhof, ISBN 978-87-11-41816-1
- Ghita Nørby & Torben Thim, Det er aldrig for sent, Lindhardt & Ringhof, 163 sider, 2015
- Bibi Anderson, Ghita Nørby og Liv Ullmann (2003): Livets søstre – Samtaler på Skagen. Politikens Forlag, ISBN 87-567-6879-6
- Ghita Nørby (2005): Den dumme Ghita. Bidrag til: Georg Metz (red.): Det sorte i skolen. Politikens Forlag, ISBN 87-567-7548-2
- Rasmus Nejst Jensen (2008): Angsten i kunsten - ti danske kunstnere fortæller. Interview med Ghita Nørby, s. 138-155, Psykiatrifondens Forlag, ISBN 978-87-90420-66-6
- Ghita Nørby (2009): Mine levende billeder. Samtaler med Niels Birger Wamberg, Gyldendal, ISBN 978-87-02-07502-1
- Lea Korsgaard (2011): Ghita. Gyldendal, ISBN 978-87-02-11352-5
- Mingo, Jørgen Schlosser og Marco Evaristti (red., 2012): Dedikeret. Interview med bl.a. Ghita Nørby, Mingo & Schlosser, ISBN 978-87-92596-09-3

Desuden har Ghita Nørby givet interviews i Politiken 26. marts 1978 og 17. august 1980, til Jens Kistrup i Berlingske Tidende 25.1.1981 og til Levende billeder, nr. 120, 1996